# ValueClick

Логотип компании

Компания ValueClick (NASDAQ: VCLK) была основана в Калифорнии в мае 1998 года. К концу года её руководство решило перерегистрироваться в штате Делавэр, что произошло вскоре после слияния с интернет-бизнесом Web-Ignite. ValueClick предлагает услуги в области интернет-маркетинга и продаёт рекламные кампании для более чем шести тысяч клиентов-рекламодателей и рекламных агентств. В задачи ValueClick входит обеспечение запросов пользователей на страницах компаний-заказчиков, увеличение роста объёмов продаж и улучшение узнаваемости торговых марок. В структурные подразделения компании входят Mediaplex Inc. и Mediaplex Systems Inc.

## Другие компании сектора
- DoubleClick
- aQuantive
- 24/7 Real Media